# Bayankhangai
Bayankhangai (tiếng Mông Cổ: Баянхангай) là một sum của tỉnh Töv ở Mông Cổ. Vào năm 2007, dân số của sum là 1.401 người.

## Địa lý
Sum có diện tích khoảng 1.000 km2. Trung tâm sum, Ulaankhad, nằm cách tỉnh lỵ Zuunmod 12 km.

### Khí hậu
Bayankhangai có nhiệt độ trung bình hàng năm là 3 °C. Tháng ấm nhất là tháng 7, khi nhiệt độ trung bình là 26 °C và lạnh nhất là tháng 1, với −24 °C. Lượng mưa trung bình hàng năm là 332 mm. Tháng ẩm ướt nhất là tháng 7, với lượng mưa trung bình là 85 mm, và khô nhất là tháng 2, với 2 mm.

## Kinh tế
Sum có một trường học, bệnh viện và trung tâm thương mại.